# Эрсеной (тайп)
Эрсеной — чеченский тайп, один из крупных тайпов Чечни, относится к обществу нохчмахкхой. Родовое селение Эрсеной находится в Веденском районе Чечни.

## Этноним Эрсеной
По мнению чеченских старейшин название появилось от «аьрса» (Эрса) — почитаемый в древности кустарник. От него происходят несколько чеченских имен: Аьрса, Аьрса-Али, Аьрсанби, Аьрсагири и.др.

## Расселение по территории Чечни
Эрсеной проживают в населённых пунктах: Гелдагана, Толстой-Юрт, Верхний Наур, Мескер-Юрт, Сержень-Юрт, Аргун (город), Знаменское (Чечня), Шали (гӀала), Эникали, Герменчук.

## Деление тайпа

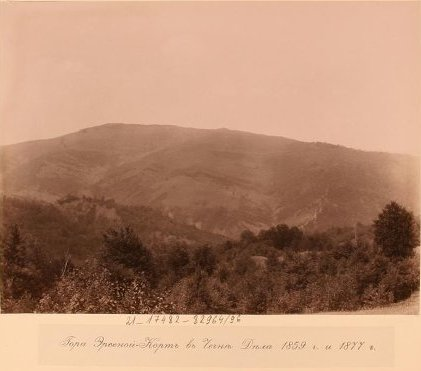
Гора Эрсеной-Корт в Чечне, XIX век.

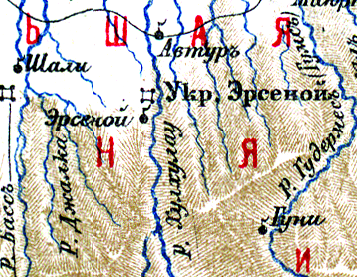
Селение Эрсеной и укр. Эрсеной на военной карте, XIX век.

Эрсеной делятся на некъе (ветви):
- Алто некъе,
- Кхакхи некъе,
- Аи некъе,
- Бедин некъе,
- Буртхой некъе,
- Буьти некъе,
- Джемалг некъе,
- Девтбиг некъе,
- Оги некъе,
- Борзаган некъе,
- Гойлин некъе,
- Илесан некъе,
- Жунгуттойн некъе,
- Зауран некъе,
- Заьнга некъе,
- Ибайн некъе,
- Идарз некъе,
- Карлойн некъе,
- Картойн некъе
- Майлийн некъе,
- Мицалган некъе,
- Мидалг некъе,
- Мачин некъе,
- Матти некъе,
- Пхьалт1и некъе
- Тодакх некъе (J2),
- Т1айп некъе,
- Окаш некъе,
- Чалайн некъе,
- Элийн некъе[6].

## Топонимы

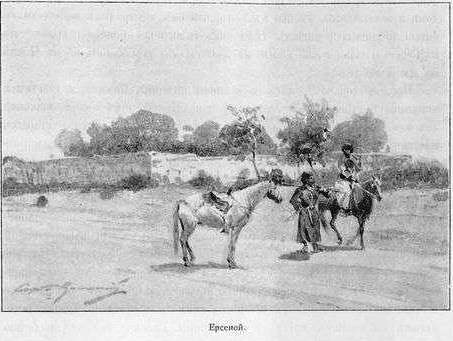
Картина укрепление Эрсеной возле Сержень-Юрта, XIX век.

Родовая гора — «Эрсеной корт» (вершина Эрсеноя) расположен рядом с Кхеташ-Корта, между ними протекает река Гумс.
Аул «Эрсеной» находился до 1849 года на реке Джалка (река). Переселены царской администрацией.
Аул «Эрсеной» находился на реке Хулхулау в XIX веке.
«Эрсенойн кешнаш» (эрсенойцев кладбище) расположены в южной части города Шали.
«Эрсана боьду некъ» (дорога ведущая в Эрсеной) — к востоку от Агишбатой.

## История
В период восстания 1877—1878 годов под предводительством Алибек-Хаджи Алдамова в представители тайпа принимали активное участие на стороне восставших горцев. Родовое селение эрсенойцев было уничтожено.

## Известные представители тайпа
Суаиб-Мулла — в 1842 году помощник наиба Большой Чечни Джаватхана. После смерти Джаватхана стал наибом Большой Чечни. В марте 1844 г. назначен мудиром (руководитель округа) Восточной Чечни. Летом 1845 г. погиб героической смертью преследуя отступающего генерала М. С. Воронцова (Даргинская экспедиция).
Асланбек Исмаилов — чеченский государственный и военный деятель. Бригадный генерал национальной армии Ичкерии.
Абу Мовсаев — чеченский военный деятель, бригадный генерал армии Ичкерии, активный участник первой и второй русско-чеченских войн.
Мовсар Бараев  —  занимал должность командира Исламского полка особого назначения.
Русланбек Эдилсултанов — активный участник первой русско-чеченской войны.
Аюб Джахаров — уроженец города Аргун, с первых дней национально-освободительной борьбы чеченского народа активно участвовал во всех политических процессах в составе ВДП, (Вайнахско-Демократической Партии), под председательством Зелимхана Яндарбиева.
Магомед Патиевич Арсеноев — защитник Брестской крепости, расстрелян недалеко от деревни Ореховка Смоленской области.
Ахмадов, Мохмад Исаевич — министр труда, занятости и социального развития Чеченской Республики с 2009 по 2017 год.
Ахмадов Мохмад-Эми Исаевич — Управляющий Отделением Пенсионного фонда Российской Федерации по Чеченской Республике.
Умалатов Сайд-Хамзат Саитович — заместитель директора правового департамента Администрации Главы и Правительства Чеченской Республики.